# شرق كازي هيلز
شرق كازي هيلز رمزها «EK» (بالإنجليزية: East  Khasi  Hills)‏ ، هو تقسيم إداري لدولة الهند تتبع ولاية ميغالايا (بالإنجليزية: Meghalaya)‏ ، مركزها هو مدينة شيلونج (بالإنجليزية: Shillong)‏ عدد سكانها حسب تعداد سنة 2001 هو 660,994 ، مساحتها 2,752 كم² وكثافة السكان 240 لكل كم² .